# Ulla Ekblad-Forsgren
Ulla Ekblad-Forsgren, född 17 april 1937, är en svensk översättare, bosatt i Lund. Hon översätter från tyska och har framför allt gjort sig känd som en kongenial översättare av Friederike Mayröcker. År 2011 var således hennes översättning av Mayröckers diktbok Scardanelli en av finalisterna till Årets översättning.
Med föräldrar i utrikestjänst växte Ekblad-Forsgren upp i Danmark, Venezuela, Etiopien och Tyskland. Hon arbetade sedan som marknadsekonom för SAS med hemort i Teheran, Nairobi, Hamburg och Stockholm, därefter som handläggare vid Svenska arbetsgivareföreningen samt informationschef vid EG-delegationen i Sverige. 
Ekblad-Forsgren ändrade sedan verksamhet och tog en fil.mag. i germanistik och översättning. Hon debuterade år 2000 i Bonniers Panacheserie med Flyghundar av Marcel Beyer. I samråd med Artes samt Ord&Bild presenterade hon den österrikiska författaren Friederike Mayröcker, därefter följde sju av hennes boktitlar vid ellerströms förlag. År 2024 uppmärksammas Mayröckers 100-årsminne internationellt, även i Sverige vid flera evenemang. 

## Översättningar (urval)
- Marcel Beyer: Flyghundar (Flughunde) (Bonnier, 2000)
- Judith Hermann: Sommarhus, senare (Sommerhaus, später) (Ordfront, 2000)
- Natten då muren föll: 25 tyska författare berättar om 9 november 1989 (Die Nacht, in der die Mauer fiel) (Ersatz, 2009)
- Friederike Mayröcker: Och jag ruskade en älskling (Und ich schüttelte einen Liebling) (ellerströms, 2010)
- Friederike Mayröcker: Om omfamningar : dikter (Von den Umarmungen : Gedichte) (ellerströms, 2013)
- Ernst Jandl: Från ett främmande rum. Självbiografiska stycken (ellerströms, 2015)
- Friederike Mayröcker: vill ej mer gå i vall : rekviem för Ernst Jandl och andra hörspel (will nicht mehr weiden : Requiem für Ernst Jandl) (ellerströms, 2017)
- Friederike Mayröcker: Patos och svala (Pathos und Schwalbe) (ellerströms, 2019)

## Priser
- Albert Bonniers 100-årsminne 2008
- Stiftelsen Natur & Kulturs översättarpris 2013
- Österrikiska statens översättarpris 2016[2]
- Svenska Akademiens översättarpris 2020
- Samfundet De Nios Översättarpris 2024